# Castejón de Alarba
Castejón de Alarba – gmina w Hiszpanii, w prowincji Saragossa, w Aragonii, o powierzchni 17,56 km². W 2011 roku gmina liczyła 95 mieszkańców.